# Wisławka
Wisławka es una aldea en el distrito administrativo de la Gmina de Odolanów, inserta en el distrito de Ostrów Wielkopolski, Voivodato de Gran Polonia, en el centro oeste de Polonia.